# Alfred Trzebinski
Alfred Albrecht Josef Trzebinski (ur. 29 sierpnia 1902 w Jutrosinie, zm. 8 października 1946 w Hameln) – lekarz i zbrodniarz hitlerowski o polsko-niemieckim pochodzeniu.

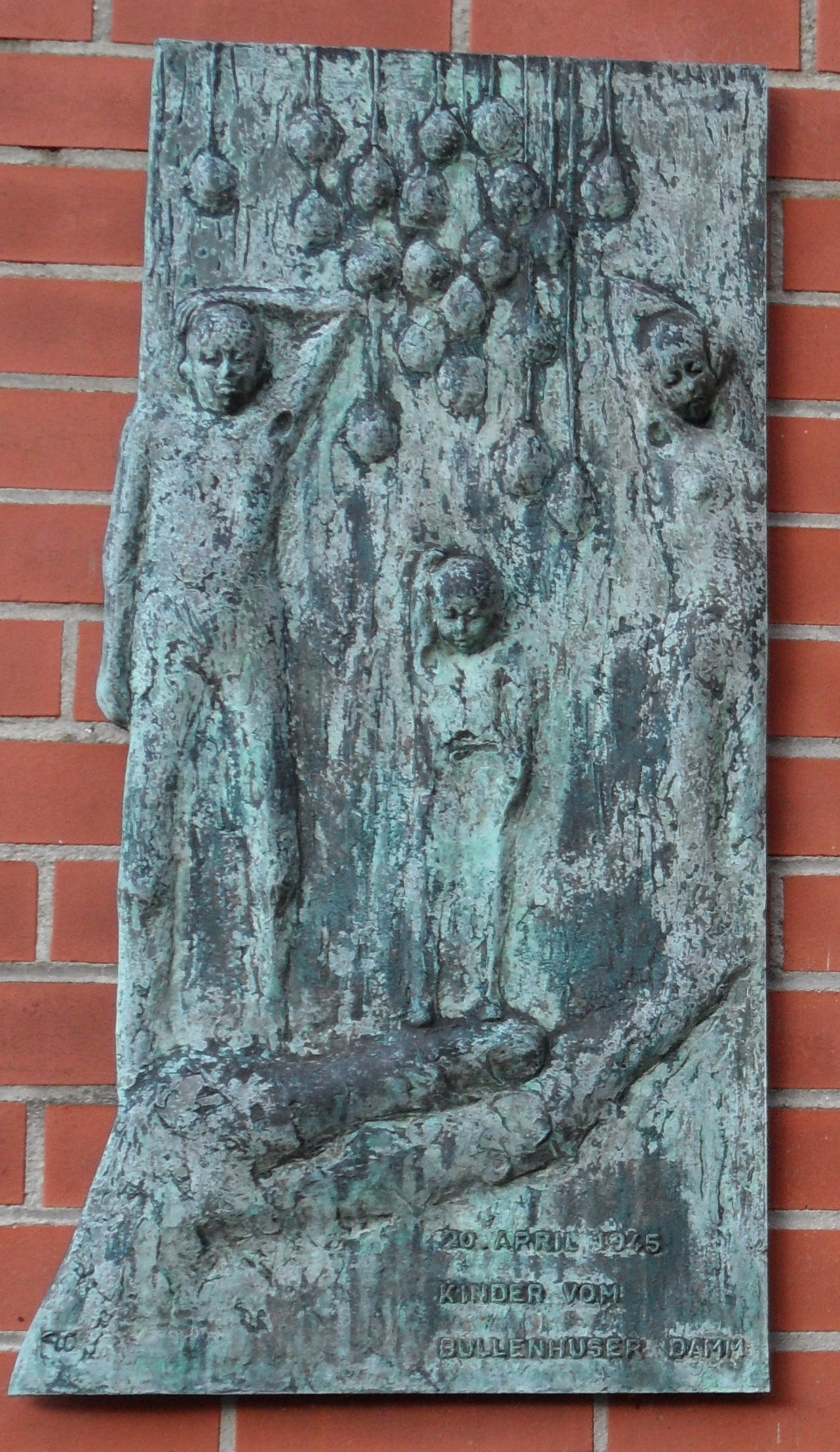
Płaskorzeźba Truusa Wilders-IJlsta upamiętniająca dzieci zabite w Bullenhuser Damm

## Życiorys
Był synem Stefana Trzebińskiego i Marii Marianny Elisabeth Lepke. Ojciec pochodził z rodu zubożałej wielkopolskiej szlachty, Trzebińskich herbu Szeliga, w którym stosunkowo często dochodziło do małżeństw polsko-niemieckich. Był nauczycielem w gimnazjum w Jutrosinie. Matka pochodziła z niemieckiej rodziny z Dolnego Śląska lub Wielkopolski. Oboje byli katolikami, a dzieci wychowywali przede wszystkim w niemieckiej kulturze, jednak utrzymując kontakty z polskimi członkami rodziny. Po odzyskaniu niepodległości przez Polskę i włączeniu do niej Wielkopolski mieszkali w Lesznie, ale Alfred rozpoczął studia medyczne w Niemczech, na Śląskim Uniwersytecie Fryderyka Wilhelma we Wrocławiu, po kilku latach przenosząc się na Uniwersytet w Greifswaldzie. Studia zakończył obroną pracy doktorskiej na temat paraliżu twarzy wywołanego przez kiłę „Fazialislähmung bei frischer unbehandelter Syphilis” w maju 1928, od kilku miesięcy posiadając prawo wykonywania zawodu lekarza. Praktykę lekarską rozpoczął w Mühlbergu nad Łabą. Tam zaangażował się w działalność robotniczej organizacji samopomocowej Arbeiter-Samariter-Bund, a w 1932 wstąpił do SS. Zgodnie z kryteriami rasowymi stosowanymi podczas kwalifikacji do SS został uznany za przedstawiciela rasy panów drugiej kategorii (prawie nordyckiej). Niedługo potem uzyskał zgodę SS na małżeństwo ze znajomą ze studiów i członkinią Nationalsozialistische Frauenschaft, Käthe, z którą wziął ślub 30 stycznia 1933. Małżeństwo było bezdzietne i zakończyło się rozwodem po kilku latach. Drugie małżeństwo zawarł z Leni, którą poznał w 1943, i z którą miał córkę, Ulrike Philine, urodzoną 2 lutego 1945. W 1933 wstąpił do NSDAP, a w 1935 do Narodowosocjalistycznego Związku Lekarzy Niemieckich. 
Był członkiem Waffen-SS, ale będąc chorym na kamicę nerkową, nie został skierowany na front, lecz wiosną 1941 trafił do służby w obozie Auschwitz. Formalnie stanowisko lekarza obozowego pełnił od lipca do listopada tego roku. Dzięki tej służbie awansował ze stopnia SS-Hauptscharführera na SS-Untersturmführera. Zgodnie z praktyką stosowaną w obozach zagłady, praktycznie nie zajmował się leczeniem (czym w bardzo ograniczonym stopniu zajmowali się wyznaczeni do tego więźniowie), tylko selekcją więźniów przeznaczonych do dalszej pracy lub zabicia, asystowaniem przy karach fizycznych i biurokracją. W obozie tym uczestniczył w pierwszych próbach użycia cyklonu B do masowego zabójstwa radzieckich jeńców wojennych. Następnie służył w Majdanku w latach 1941–1942, gdzie w kwietniu 1942 został lekarzem głównym, zastępując zmarłego na tyfus Maxa Popierscha. Niedługo potem podjął kroki, aby odejść ze służby w obozie i pracować jako lekarz na froncie, jednak również zachorował na tyfus, z powikłaniami: zapaleniem płuc i zakrzepicą. Po początkowym leczeniu w lubelskim szpitalu SS trafił na rehabilitację do szpitala w Radebeulu, gdzie przebywał do sierpnia 1943. 
Formalnie już od lutego 1943 został lekarzem garnizonowym w obozie koncentracyjnym Neuengamme. Wiązało się to z awansem na Hauptsturmführera. Oznaczało to oprócz fasadowego nadzorowania leczenia więźniów zwykłą służbę medyczną wobec załogi i stacjonujących żołnierzy. W obozie tym prowadzono doświadczenia Kurta Heissmeyera polegające na zakażaniu gruźlicą. Heissmeyer prowadził te badania, mimo braku wiedzy bakteriologicznej, z przekonaniem, że charakter tej choroby ma w większej mierze wymiar rasowy niż zakaźny. Trzebinski sam nie brał udziału w badaniach, a według późniejszych zeznań uważał je za pozbawione wartości medycznej, wyznaczył natomiast do asystowania Heissmeyerowi lekarzy będących więźniami obozu. On też wyznaczył pierwszych więźniów przeznaczonych do eksperymentów, wybierając osoby skazane na karę śmierci. Następnie prowadzono badania na kolejnych więźniach, z których przeżyło kilku. Po uznaniu, że badania na dorosłych nie prowadzą do oczekiwanych wyników, Heissmeyer dostał do dyspozycji dwadzieścioro żydowskich dzieci sprowadzonych w tym celu z innych obozów. 20 kwietnia 1945 komendant obozu, Max Pauly w ramach pozbywania się dowodów zbrodniczych eksperymentów pseudomedycznych na 20 dzieciach nakazał Trzebinskiemu ich otrucie. Trzebinski odmówił pod pretekstem braku trucizny. Zamiast tego nocą z 20 na 21 kwietnia asystował przy ich uśmierceniu przez powieszenie. Miało to miejsce w byłym budynku szkoły Bullenhuser Damm pełniącym funkcję podobozu Neuengamme. Powieszono wówczas tam kilkudziesięciu więźniów obozu, głównie radzieckich jeńców wojennych, a następnie miano powiesić dzieci. Przed powieszeniem Trzebinski podał im zastrzyki morfiny. Zgodnie z jego późniejszymi zeznaniami był to gest humanitaryzmu i wszystkie dzieci zostały powieszone w stanie narkozy, natomiast według zeznań innych uczestników egzekucji same zastrzyki były przyczyną śmierci niektórych dzieci i powieszono tylko te, które nadal wykazywały oznaki życia. 
W obliczu zbliżającej się przegranej, Heinrich Himmler zgodził się na akcję białe autobusy, polegającą na ewakuacji więźniów obozów skandynawskiego pochodzenia. Zebrano ich w Neuengamme, a Trzebinski przyjął łapówkę od koordynujących akcję Szwedów za wytypowanie do zwolnienia większej liczby więźniów. Odrzucił jednak szwedzką propozycję udzielenia powojennego azylu żonie i córce. 
1 maja 1945 opuścił obóz i początkowo skierował się w kierunku Danii, a od kapitulacji Niemiec rozpoczął wraz z żoną i córką ukrywanie się, głównie w Hamburgu i okolicach. W tym czasie przejściowo pracował jako lekarz w brytyjskim obozie jeńców niemieckich w Hesedorfie koło Bremervörde, podając się za byłego wojskowego chirurga. Na krótko wrócił do Hamburga i ponownie przeniósł się do Hesedorfu, gdzie pracował jako lekarz cywilny. 2 lutego 1946 został aresztowany, trafiając do brytyjskiego obozu internowania w Verden, a niedługo potem w Westertimke. Na czas procesu załogi Neuengamme przed Brytyjskim Trybunałem Wojskowym w Hamburgu został umieszczony w areszcie w Altonie. Został skazany na śmierć. Następnie spędził 4 miesiące w więzieniu w Fuhlsbüttel. Na początku października został przewieziony do celi śmierci w Hameln, gdzie 8 października 1946 Albert Pierrepoint wykonał wyrok przez powieszenie. Prawdopodobnie pochowano go w anonimowym grobie na terenie więzienia.
Zgodnie z relacjami ocalałych więźniów, Trzebinskiego w pracy lekarza cechowała obojętność, ale – biorąc pod uwagę funkcję pełnioną w systemie zagłady – stosunkowo dobrze się do nich odnosił. Szczególnie dotyczyło to więźniów będących polskimi lekarzami. Jako lekarz był zwolennikiem medycyny holistycznej, krytykując współczesną medycynę. Łączył to z zajmowaniem się astrologią i numerologią. Sprawiło to, że pod koniec życia uznał, że ma ezoteryczny związek z Marią Antoniną. Z końcem 1936 dokonał oficjalnej apostazji z Kościoła katolickiego.